# Крылов (Гомельская область)
Крылов (бел. Крылоў) — посёлок в Чеботовичском сельсовете Буда-Кошелёвского района Гомельской области Белоруссии.

## География

### Расположение
В 24 км на юго-запад от районного центра и железнодорожной станции Буда-Кошелёвская (на линии Жлобин — Гомель), 72 км от Гомеля.

## Транспортная сеть
Транспортные связи по просёлочной, затем автомобильной дороге Жлобин — Гомель. Планировка состоит из короткой, близкой к меридиональной ориентации улицы. Застройка деревянная усадебного типа.

## История
Основан в начале 1920-х годов переселенцами с соседних деревень на бывших помещичьих землях. В 1931 году жители посёлка вступили в колхоз. Во время Великой Отечественной войны оккупанты сожгли 14 дворов, 5 жителей деревни погибли на фронте. В составе совхоза «Чеботовичи» (центр — деревня Чеботовичи).

## Население

### Численность
- 2004 год — 13 хозяйств, 22 жителя.

### Динамика
- 1940 год — 19 дворов, 88 жителей.
- 2004 год — 13 хозяйств, 22 жителя.